# США на зимних Олимпийских играх 1988
Соединённые Штаты Америки принимали участие в XV Зимних Олимпийских играх, проходивших в Калгари (Канада) с 13 по 28 февраля 1988 года, где представители США завоевали 6 медалей, из которых 2 золотых, 1 серебряная и 3 бронзовых. На Зимних Олимпийских Играх 1988 года в Калгари, сборную Соединённых Штатов Америки представляли 118 спортсменов (86 мужчин и 32 женщины), выступавших в 10 видах спорта.